# Fangezhuang (socken i Kina, lat 39,84, long 118,70)
Fangezhuang (kinesiska: 樊各庄乡, 樊各庄) är en socken i Kina. Den ligger i provinsen Hebei, i den norra delen av landet, omkring 200 kilometer öster om huvudstaden Peking.
Genomsnittlig årsnederbörd är 805 millimeter. Den regnigaste månaden är augusti, med i genomsnitt 205 mm nederbörd, och den torraste är januari, med 2 mm nederbörd.